# Winnipeg (rzeka)
Winnipeg (ang. Winnipeg River, fr. Rivière Winnipeg) – rzeka w Kanadzie płynąca na północny zachód z Jeziora Leśnego do jeziora Winnipeg, przez prowincje Ontario i Manitobę. Ma 235 km długości od źródła, koło miasta Kenora, do ujścia. Zlewnia rzeki ma powierzchnię 106 500 km², w większości znajduje się w Kanadzie, a około 29 000 km² leży na terenie północnej Minnesoty w Stanach Zjednoczonych.
Zlewnia rzeki Winnipeg rozciąga się 100 km na zachód od Jeziora Górnego. Została ona przyznana w 1670 roku Kompanii Zatoki Hudsona jako jej najbardziej wysunięte na południowy zachód tereny. Nazwa rzeki oznacza ''mętna woda'' w języku kri.
Szlak rzeczny Winnipeg był wykorzystywany przez tubylców tysiące lat przed kontaktem z Europejczykami. Francuscy i angielscy kolonizatorzy po dotarciu do centralnej Kanady również zaczęli korzystać z rzeki w celu transportu futer i skór wykorzystywanych w kuśnierstwie. Jest to jedyny spławny szlak wodny pomiędzy południową Manitobą a Ontario. Jednym z pierwszych odkrywców, który założył forty w celu handlu skórami był Pierre Gaultier de Varennes. Forty powstały w pobliżu obozów Indian Kanadyjskich, usytuowanych wzdłuż rzeki.
Główne dopływy rzeki Winnipeg: Black Sturgeon, English, Whitemouth, MacFarlane oraz Whiteshell.